# Udrești (okręg Prahova)
Udrești – wieś w Rumunii, w okręgu Prahova, w gminie Apostolache. W 2011 roku liczyła 88 mieszkańców.